# Псевдоподзолисти почви
Псевдоподзолистите почви заемат около 3,3 млн. дка площ, от които 1,3 млн. в Северна България и 2 млн. в Южна България. Разположени са в предпланините и граничат към по-малката надморска височина със сивите и канелените горски почви, а към планината – с кафявите горски почви.
- Имат малък (до 30 см) хумусен хоризонт със сивопепеляв цвят и напрашен със силициев диоксид. Под него е разположен деградиран от изнасяне на глината илувиален хоризонт – силно уплътнен и глинест.
- В почвения профил липсват карбонати, поради което почвата е кисела (рН = 4 – 5). Хумусът е фулватен, в горния пласт е 1 – 1,5 % и рязко намалява по дълбочина. Тези почви са бедни на азот и фосфор.
- Физичните, физико-механичните и химичните свойства на тези почви характеризират най-ниското за България естествено плодородие, поради което с успех могат да се отглеждат само непретенциозни култури, като овес, ръж, тритикале, ориенталнски тютюн и др.

## Мерки за съхраняване и подобряване на почвеното плодородие
- Продълбочаване на почвения профил до 60 – 80 см без обръщане;
- Варуване за неутрализиране на почвената реакция, структуриране на почвата и активизиране на микробиологичната дейност;
- Оптимално органо-минерално торене;
- Прилагане на комплекс от мероприятия за борба с почвената ерозия.